# 796
Năm 796 là một năm trong lịch Julius.